# Kornell
Kornellsläktet (Cornus) är ett växtsläkte i familjen kornellväxter.  En av dem är den i Sverige vanliga ryska kornellen (Cornus alba), som har sitt ursprung i Manchuriet och Korea. 
Den ryska kornellen förekommer i många olika former. Alla är hos oss buskformade. Som på alla korneller är bladen motsatta. De är decimeterlånga, elliptiska till äggrunda med en utdragen spets, och har markerade nerver. Blommorna sitter i ändställda kvastar. Enskilda blommor har 4 kronblad och är vita till gräddvita. Frukterna är stenfrukter, oansenliga små bär. Hos arten är grenarna röda, växtsättet ganska styvt upprätt. Den ryska kornellen ger planteringarna ett vackert uttryck vintern igenom.
Den ryska kornellen är mycket lättodlad och tålig och klarar sig långt upp i norra delarna av landet. Den används ofta i svenska planteringar både som friväxande häck och buskage.
Namnsorterna är många, här nämns ett litet antal,
- Sibirisk kornell (Cornus alba 'Sibirica') har mycket röda grenar och lyser på vintern vackert mot den vita snön.
- Gulbladig kornell eller gullkornell (Cornus alba 'Aurea') har vackert gula till limefärgade blad, som lyser på långt håll. Den har upprätta grenar och ett ganska brett växtsätt.
- Vitbrokig kornell (Cornus alba 'Elegantissima') har vitbrokiga blad och gulbrokig kornell ('Cornus alba 'Gouchaultii') har brokigt gula.
- Blodkornell (Cornus alba 'Kesselringii') har mörkt blodröda grenar och rödbruna blad.
- Rysk kornell (Cornus alba 'Siberian Pearls') får rikligt med vita bär på sensommaren, och på vintern mörkt röda grenar.
- Korallkornell (Cornus alba 'Sibirica') här hos oss i Sverige är den en av de vanligaste kornellerna.  Den har enfärgade gröna blad och röda grenar.

## Underarter
- Rysk kornell (ssp alba). Dess grenar är inte rotslående. Östlig utbredning Eurasien. I handeln förekommer den med namnen korallkornell, vitbrokig kornell och gulbrokig kornell (ej att förväxla med gullkornell; se nedan)
- Videkornell (ssp stolnifera) har rotslående grenar. Ursprunglig i Nordamerika. I handeln förekommer den med namnet gullkornell (ej att förväxla med gulbrokig kornell; se ovan)

## Bygdemål
| Namn        | Trakt                  | Referens | Förklaring                                     |
| ----------- | ---------------------- | -------- | ---------------------------------------------- |
|             |                        |          |                                                |
| Blodkornell |                        |          |                                                |
|             |                        |          |                                                |
| Honsbär     | Vissa delar av Finland |          |                                                |
| Hönskornell | Vissa delar av Finland |          |                                                |
|             |                        |          |                                                |
| Kalvbär     |                        | SAOB     | Därför att bären är otjänliga som människoföda |

## Etymologi
- Cornus härleds från latin cornu = horn med syftning på veden, som är mycket hård.
- Alba betyder vit på latin.
- Kornell torde vara en försvenskning av cornus.